# Battaglie economiche italiane
Le battaglie economiche italiane sono state una serie di politiche economiche intraprese dal partito nazionale fascista in Italia, nel corso degli anni venti e trenta, dopo il raggiungimento del pareggio di bilancio nel 1925.

## Le battaglie
- Battaglia del grano - Iniziata nel 1925, mirava ad aumentare la produzione granaria in Italia del 50% circa per ridurre la necessità di importazioni;
- Battaglia per la lira - Avvenuta nel 1926-1927, mirava ad una rivalutazione della valuta nazionale attraverso politiche deflative (Quota 90), per scopi di prestigio e per favorire le esportazioni e la riduzione dei consumi;
- Bonifiche integrali - Iniziate nel 1928, mirava idealmente a sottrarre 8 milioni di ettari alle paludi, con la costruzione di 5.000 campi fondiari;
- Battaglia delle nascite - Iniziata dal 1927, mirava ad aumentare le nascite per portare la popolazione totale a 60 milioni entro il 1950.